# Уго IV (граф Ампурьяса)
Уго IV (исп. Hugo IV, кат. Hug IV; умер в апреле 1230, Мальорка) — граф Ампурьяса после 1200 года, сын графа Понса III и его первой жены Аделаиды. Был активным участником завоевания Мальорки королём Арагона Хайме I, во время которого умер от чумы.

## Биография
Уго происходил из Ампурьясской династии, одной из ветвей Барселонского дома, берущей начало от графа Суньера II. С середины XI века графы Ампурьяса находились в вассальной зависимости от графов Барселоны, ставшими в середине XII века королями Арагона.
Год рождения Уго неизвестен. Он был единственным сыном графа Понса III и его первой жены Аделаиды, которая, вероятно, была дочерью великого сенешаля Каталонии Гильема Рамона I де Монкада.
В 1190 году Уго отправился в Третий крестовый поход.

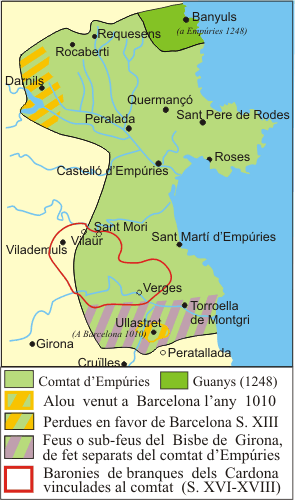
Графство Ампурьяс

После смерти отца после 1200 года унаследовал графство Ампурьяс.
В 1210 году Уго принёс оммаж королю Арагона Педро I. Позже он принимал участие в военных кампаниях Педро I. В 1212 году Уго участвовал в битве при Лас-Навас-де-Толоса, а в 1213 — в битве при Мюре.
Во время малолетства Хайме I Арагонского Уго приютил в своих владениях многих беглых альбигойцев, что наряду с вторжением в церковные владения привело его к отлучению от церкви.
Уго подписал несколько договоров с графом Руссильона Нуньо Санчесом, который в 1220 году помог ему усмирить непокорного вассала Гозберта де Палоля.
В 1226 году Уго освободил своих подданных от кугусии (кат. cugucia — право сеньора на часть имущества крестьянина, жена которого была уличена в супружеской измене) и экзоркии (кат. eixorquia — право сеньора наследовать имущество крестьян, умерших без прямых наследников).
В декабре 1228 года Уго в числе других каталонских феодалов прибыл на собрание Кортесов, созванное королём Хайме I, где было принято решение о завоевании Мальорки. В 1229 году Уго возглавлял правый фланг каталонской армии в битве при Портопи. Позже он внёс значительный вклад в осаду и захват города Мальорки.
После раздела трофеев Уго получил 849 коней и 3 мельницы, но вскоре умер от чумы — в апреле 1230 года.
Уго был женат на Марии де Виладемульс, наследнице Виладемульса и замка Ла Рока недалеко от Перпиньяна. Точная дата брака неизвестна, но имена Уго и его жены Марии есть в акте о пожертвовании аббату монастыря Санта-Мария-де-Амер, датированном 17 декабря 1210 года. Данное пожертвование связано с тем, что Уго пытался наладить взаимопонимание с епископом Жироны. Также имена Уго и Марии встречаются в акте об основании церкви Санта-Марии-де-Педердель от 17 июля 1217 года, и о продаже церкви Санта-Мария-де-Розес от 17 октября 1228 года.
Наследовал Уго единственный сын Понс IV.

## Брак и дети
Жена: Мария де Виладемульс (ум. после 17 октября 1228), сеньора Виладемульса. Дети:
- Понс IV (ум. 1269), граф Ампурьяса с 1230 года
- Гильермина (ум. после 1277); муж: Беренгер де Кабрера (ум. 1248)